# Bettina Zipp
Bettina Zipp, nemška atletinja, * 29. april 1972, Heidelberg, Zahodna Nemčija.
Ni nastopila na poletnih olimpijskih igrah. Na evropskih prvenstvih je osvojila naslov prvakinje  v štafeti 4x100 m leta 1994.